# Servantes des pauvres de Jeanne Delanoue
Les Servantes des pauvres de Jeanne Delanoue  forment une congrégation religieuse féminine hospitalière et enseignante de droit pontifical.

## Histoire
La congrégation est fondée par Jeanne Delanoue (1666-1736) le 26 juillet 1704 à Saumur sous le nom de « sœurs de Sainte-Anne, servantes des pauvres de la Providence de Saumur ». Les constitutions sont approuvées le 29 septembre 1709 par Michel Poncet de La Rivière, évêque d'Angers.
Les sœurs sont reconnues civilement par Napoléon Ier comme congrégation hospitalière le 14 décembre 1810, puis par Napoléon III en tant que congrégation enseignante le 19 décembre 1854. Cette dernière reconnaissance permet aux sœurs, jusqu'alors peu nombreuses, une expansion rapide.
L'institut prend son nom actuel le 3 décembre 1964 et obtient du pape Paul VI le décret de louange le 7 novembre 1968.

## Fusion
Deux instituts ont fusionné avec les Servantes des Pauvres :
- • 1967 : Les sœurs de la Providence de Nantes qui était à l’origine une communauté envoyée à Nantes par Jeanne Delanoue[3],[5].

- • 1985 : Les sœurs de la Providence de Mende fondée en 1820 à Mende par Rose Bourillon (1779-1853) et Victoire Bergounhe (1786-1851)[3].
  - Les sœurs du Sacré-Cœur de Saint-Georges-de-Lévéjac fusionnent avec les sœurs de Mende en 1899[6].

## Activités et diffusion
Les Servantes des pauvres se consacrent à l'éducation, à l'aide sociale et à la santé.
Elles sont présentes en:
- Europe : France.
- Afrique : Madagascar, Mali.
- Asie : Indonésie.

La maison-mère est à Saint-Hilaire-Saint-Florent près de Saumur.
En 2017, la congrégation comptait 331 sœurs dans 53 maisons.